# روبی جرینز
روبی جرینز (انگلیسی: Ruby Jerins) یک هنرپیشه سینما و تلویزیون اهل ایالات متحده آمریکا است.

## گزیدهٔ آثار

### سینما
- مرا بیاد داشته باش[۱] (۲۰۱۰)
- جزیره شاتر (۲۰۱۰)

### تلویزیون
- قانون و نظم: واحد قربانیان ویژه (۲۰۱۰)
- پرستار جکی[۲] (۲۰۰۹–۲۰۱۵)
- قانون و نظم (۲۰۰۸)
- گروگان (۲۰۰۷)
- پخش زنده شنبه شب (۲۰۰۶)